# Autoritratto (Van Gogh 1889)
Autoritratto è un dipinto ad olio su tela (65x54 cm) realizzato nel 1889 dal pittore olandese Vincent van Gogh. È tutt'oggi conservato nel Museo d'Orsay di Parigi.
Van Gogh dipinse un grande numero di autoritratti durante la sua carriera artistica, e questo è considerato uno dei suoi più belli, se non addirittura il migliore.
Fu realizzato nel settembre 1889 nel manicomio di Saint-Rémy-de-Provence, quando il pittore si era appena ristabilito da una lunga crisi psichiatrica durata due mesi, e durante la quale tentò di uccidersi ingerendo i colori chimici utilizzati per i dipinti. A proposito di questa tela, Van Gogh scrisse al fratello Theo: "Noterai come l'espressione del mio viso sia più calma, sebbene a me pare che lo sguardo sia più instabile di prima", sottolineando il mutamento avvenuto dopo il tentato suicidio.
Ed è appunto lo sguardo allucinato che colpisce subito chi osserva il dipinto, tanto da restare impresso in chi lo osserva. Ad esso va aggiunto il fondale formato da spirali grigio-verdi arrovellate, molto simili al fogliame dei cipressi dipinti in quel periodo, ma anche a fiamme di una fornace.  
Antonin Artaud, ammiratore dell'opera di Vincent, commentò quest'opera affermando: "Uno sguardo che colpisce per immediatezza".
Il dipinto, portato dall'artista ad Auvers-sur-Oise, venne ceduto dal fratello Theo al Dottor Gachet insieme a molti altri dipinti come pagamento per le cure mediche, entrando a far parte della sua già ricca collezione privata (che comprendeva opere di Pissarro, Cézanne e Guillaumin) dove rimase per circa mezzo secolo; fu il figlio di Gachet, omonimo del padre, a donare la collezione al Louvre, e oggi si divide tra questo e il Museo d'Orsay.

## Lo Stile
Lo stile rappresentato e adottato da Van Gogh riflette la propria interiorità emotiva. Le pennellate che creano dei gironi nel quadro sono correlati ai numerosi e difficili stati d'animo che l'autore stava vivendo in quel periodo, insieme alle crisi epilettiche dovute all’abuso di assenzio, unite ai dolori causati dalla solitudine sentimentale e famigliare. L'assenzio è inoltre responsabile di una percezione distorta dei colori, chiamata discromatopsia, alla quale si è voluto far risalire l'origine del "giallo Van Gogh", la tonalità brillante tipica della sua produzione arlesiana. Da notare la perfezione nei tocchi, dove ogni singolo tratto denota il genio creativo dopo una crisi, sia nella prospettiva che nelle sfumature dei colori utilizzati. Inoltre si può notare che la pennellata è frenetica e nervosa, caratteristica dello stile del pittore.